# Musalenski Ezera
Musalenski Ezera (bulgariska: Мусаленски Езера) är sjöar i Bulgarien.   De ligger i regionen Sofijska oblast, i den västra delen av landet, 60 km söder om huvudstaden Sofia. Musalenski Ezera ligger 2 575 meter över havet.
Trakten runt Musalenski Ezera består i huvudsak av gräsmarker. Runt Musalenski Ezera är det ganska glesbefolkat, med 34 invånare per kvadratkilometer.